# Bizáni
Bizáni (en grec moderne : Μπιζάνι) est une ancienne municipalité et depuis 2010 une ville du dème d'Ioannina dans le district régional d'Ioannina en Épire.